# 해양위성센터
해양위성센터(Korea Ocean Satellite Center ; KOSC)는 대한민국 해양 위성의 연구·개발·운영을 총괄하고, 해양위성 자료를 분석하는 한국해양과학기술원 소속의 연구부서이다. 현재 천리안 해양관측위성의 주관운영을 담당하고 있으며, 경기도 안산시 상록구 사2동에 위치하고 있다.

## 같이 보기
- 한국해양연구원
- 국립해양조사원
- 국토해양부
- 한국항공우주연구원